# Острый миелобластный лейкоз с минимальной дифференциацией
Острый миелоидный лейкоз с минимальной дифференциацией является подтипом ОМЛ. Он классифицируется как M0 по ФАБ. Эта форма ОМЛ встречается с частотой 2-3 % от всех случаев ОМЛ. Хотя существование ОМЛ с минимальной дифференциацией было установлено ранее, чёткие диагностические критерии для подтипа ФАБ М0 были разработаны только в 1991 году. Бластные клетки в подобных случаях не могут быть распознаны как миелоидные на основании их цитоморфологии и цитохимии, однако иммунофенотипирование клеток демонстрирует наличие у них миелоидных антигенов.

## Цитогенетические, цитохимические и молекулярные особенности
При минимально дифференцированном остром миелобластном лейкозе (тип ФАБ М0) в бластных клетках отсутствуют гранулы. Реакция на миелопероксидазу отрицательна. Тельца Ауэра отсутствуют. При иммунофенотипировании бластные клетки реагируют с антителами к миелопероксидазе и антителами к поверхностным антигенам CD13, CD33 и CD34. Антиген гистосовместимости HLA-DR в большинстве случаев положителен. В некоторых случаях для постановки диагноза требуется FISH для идентификации экспрессии миелопероксидазного гена или геномное профилирование для выявления генов, экспрессия которых характерна для ранних миелоидных клеток-предшественников.
Аномальные, атипичные и прогностически неблагоприятные варианты кариотипов ОМЛ (например, утрата длинного плеча хромосомы 5 — 5q-, или утрата длинного плеча хромосомы 7 — 7q-) часто встречаются при этом типе ОМЛ и характерны для него. Также характерна повышенная по сравнению с другими типами ОМЛ экспрессия гена множественной лекарственной устойчивости (MDR), гликопротеина P-glycoprotein p170. Это предопределяет плохой ответ на химиотерапию и частое наличие первичной резистентности, либо её быстрое приобретение в процессе лечения.

## Прогноз
В целом, минимально дифференцированный ОМЛ имеет плохой прогноз.